# Шон Астін
Шон Астін (англ. Sean Astin; нар. 25 лютого 1971, Санта-Моніка, Каліфорнія) — американський актор, режисер та продюсер. Найвідоміша роль — Сем Ґемджі з трилогії «Володар перснів» (2001—2003).

## Біографія
Шон Астін народився 25 лютого 1971 року в Санта-Моніці, штат Каліфорнія. Мати — актриса Патті Дьюк, батько — письменник Майкл Телл. Коли мати одружилася вдруге, його усиновив актор Джон Астін. Закінчив з відзнакою Каліфорнійський Університет, у якому вивчав історію й англійську літературу.

## Кар'єра
У дев'ять років вперше опинився перед камерою — разом з матір'ю, у фільмі «Будь ласка, не бийте мене, мамо» (1981). Першою справжньою роботою в кіно став фільм Річарда Доннера «Бовдури» (1985). За роль Міккі Волша Шон Астін був відзначений як найкращий молодий актор. У 1988 році Шон Астін виступив як режисер, знявши короткометражний фільм «On My Honor». У 1989 році він знову був відзначений як найкращий молодий актор за фільм «Залишаючись разом», де його партнером був Дермот Малруні. Також знімався у фільмах «Війна подружжя Роуз» (1989), «Мемфіська красуня» (1990) та «Іграшкові солдатики» (1991).

## Особисте життя
У 1992 році одружився з Крістіною Гаррел, у них три дочки: Александра, Елізабет та Ізабелла.

## Вибіркова фільмографія
| Рік       |    | Українська назва                   | Оригінальна назва                                 | Роль                          |
| --------- | -- | ---------------------------------- | ------------------------------------------------- | ----------------------------- |
| 1985      | ф  | Бовдури                            | The Goonies                                       | Майкл «Майкі» Волш            |
| 1987      | ф  | Який батько, такий і син           | Like Father Like Son                              | Кларенс / Тригер              |
| 1989      | ф  | Війна подружжя Роуз                | The War of the Roses                              | Джош Роуз (у віці 17 років)   |
| 1990      | ф  | Мемфіс Белль                       | Memphis Belle                                     | сержант Річард «Негідник» Мур |
| 1991      | ф  | Іграшкові солдатики                | Toy Soldiers                                      | Вільям Теппер                 |
| 1992      | ф  | Заморожений каліфорнієць           | Encino Man                                        | Дейв Морган                   |
| 1993      | ф  | Руді                               | Rudy                                              | Руді Рюттінгер                |
| 1994      | ф  | Безпечний прохід                   | Safe Passage                                      | Іззі Сінгер                   |
| 1995      | тф | Гаррісон Берджерон                 | Harrison Bergeron                                 | Гаррісон Бержерон             |
| 1996      | ф  | Мужність під вогнем                | Courage Under Fire                                | Пателла                       |
| 2000      | ф  | Напролом                           | Icebreaker                                        | Метт Фостер                   |
| 2001      | ф  | Володар перснів: Братерство персня | The Lord of the Rings: The Fellowship of the Ring | Семвайз Ґемджі                |
| 2002      | ф  | Володар перснів: Дві вежі          | The Lord of the Rings: The Two Towers             | Семвайз Ґемджі                |
| 2003      | ф  | Володар перснів: Повернення короля | The Lord of the Rings: The Return of the King     | Семвайз Ґемджі                |
| 2003—2004 | с  | Єремія                             | Jeremiah                                          | містер Сміт                   |
| 2004      | ф  | Елвіс вийшов з дому                | Elvis Has Left the Building                       | Аарон                         |
| 2004      | ф  | 50 перших поцілунків               | 50 First Dates                                    | Даг Вітмор                    |
| 2006      | мф | Астерікс та вікінги                | Asterix and the Vikings                           | Джастфоркікс                  |
| 2006      | ф  | Клік: З пультом по життю           | Click                                             | Білл                          |
| 2006      | с  | 24                                 | 24                                                | Лінн МакҐілл                  |
| 2007      | с  | Монк                               | Monk                                              | Пол Бьюкенен                  |
| 2007      | с  | Мене звати Ерл                     | My Name Is Earl                                   | продавець                     |
| 2008      | тф | Колір магії Террі Претчетта        | Terry Pratchett's The Colour of Magic             | Двоцвіт                       |
| 2008      | с  | Закон і порядок                    | Law & Order                                       | пастор Генслі                 |
| 2009      | ф  | Зберігай спокій                    | Stay Cool                                         | Велика Дівчинка               |
| 2009      | мф | Елвін та бурундуки 2               | Alvin and the Chipmunks: The Squeakquel           | оповідач маєтку сурикатів     |
| 2012      | с  | NCIS: Полювання на вбивць          | NCIS                                              | Тайлер Елліот                 |
| 2012      | с  | Франклін та Беш                    | Franklin & Bash                                   | Вайпер                        |
| 2012      | с  | Люди Альфа                         | Alphas                                            | Мітчелл                       |
| 2012—2017 | мс | Черепашки Ніндзя                   | Teenage Mutant Ninja Turtles                      | Рафаель                       |
| 2014      | с  | Штам                               | The Strain                                        | Джим Кент                     |
| 2015—2017 | мс | Пенн Зеро: Герой на півставки      | Penn Zero: Part-Time Hero                         | Блейз                         |
| 2015      | мс | Софія Прекрасна                    | Sofia the First                                   | Бенджі                        |
| 2016      | мс | Гучний дім                         | The Loud House                                    | Лоні                          |
| 2016      | с  | Бібліотекарі                       | The Librarians                                    | Кірбі Ґолдінг                 |
| 2017—2019 | с  | Дивні дива                         | Stranger Things                                   | Боб Ньюбі                     |
| 2018      | ф  | Глорія Белл                        | Gloria Bell                                       | Джеремі                       |
| 2019      | с  | Теорія великого вибуху             | The Big Bang Theory                               | доктор Пембертон              |
| 2019      | с  | Бруклін 9-9                        | Brooklyn Nine-Nine                                | сержант Нокс                  |
| 2019—2020 | с  | Супердівчина                       | Supergirl                                         | Піт Ендрюс                    |
| 2023      | с  | Перрі Мейсон                       | Perry Mason                                       | Санні Ґрайс                   |
| 2023      | мс | Панда Кунг-Фу: Лицар Дракона       | Kung Fu Panda: The Dragon Knight                  | майстер Лінивець              |
| 2025      | ф  | Любов зла                          | Love Hurts                                        | Кліфф Кассік                  |